# 白石美帆
白石美帆（1978年8月8日—），生於日本茨城縣，生於體育世家，是一位在JVC娛樂網絡公司出身的日本演員，曾經於茨城縣立佐竹高等學校就讀，於私立土浦短期大學（現時的筑波國際短期大學）畢業，持有營養師專業資格。
2016年11月29日與V6成員長野博登記結婚，2018年5月長子出生，2019年11月女兒誕生。

## 演出紀錄

### 體育節目
- 超級足球足球節目 (東京放送)
- J-SPORTS足球節目 (東京放送)
- 2002年及2006年世界盃足球節目 (東京放送)

### 電視劇
- 美女或野獸（2003年1月9日、富士電視台）：飾演 白井雪乃 (21)
- 東京愛情電影（2003年4月14日、富士電視台）：飾演 園田麻子 (23)
- 鄰人（2003年10月7日、富士電視台）：飾演 澤村愛子 (24)
- （2004年）
- Orange Days（2004年4月11日、東京放送）：飾演 小澤茜
- 爸氣十足2（2004年10月7日、東京放送）：飾演
- 我們都曾經是小孩子 （2005年1月11日、關西電視台）：飾演
- 電車男（2005年7月7日、富士電視台）：飾演 陣釜美鈴 (26)
- （2005年、日本電視台）※首次主演電視劇
- （2006年1月31日・2月7日、日本電視台）
- 戀愛維他命（2006年7月10日、富士電視台）：飾演
- 交響情人夢（2006年10月16日、富士電視台）：飾演 江藤佳緒里
- 花嫁和爸爸（2007年4月10日、富士電視台）：飾演 槙原環
- 就要放晴了（2007年、NHK）：飾演 原田彩華
- 婆媳大戰（2007年7月5日、TBS）：飾演 小森紗江（友情出演）
- 世界奇妙物語 秋季特別篇「48%的戀愛」（2007年10月2日、富士電視台）：飾演 上原菜摘
- 破案天才奇娜（2009年1月21日、日本電視台）第1集：飾演 幸田絢香
- 白之春（2009年4月14日、關西電視台）：飾演 高村佳奈子
- 不毛地帶第3集（2009年10月29日、富士電視台）
- MARUMO的規定（2011年10月9日、富士電視台）特別篇1：飾演 藤澤理沙
- 上鎖的房間（2012年4月16日、富士電視台）飾演 桑島美香
- 雛鳥(2017年4月3日－9月30日，NHK綜合頻道)：飾演 竹內邦子

### 電影
- 白い船(2002年)
- 搖擺女孩（2004年）
- 電車男(2005年)
- ベルナのしっぽ(2006年) ※首次主演電影
- memo（2008年3月）
- Flying☆Rabitts（2008年9月）
- HALFWAY(2009年)
- 等待幸福(2009年)
- The Harimaya Bridge はりまや橋(2009年)
- ジーン・ワルツ(2010年)
- 鄰居同居（2014年）

### 新聞及雜誌連載
- 2001年－2003年間 《足球週刊》
- 2005年 《每日足球》

### 動畫配音
- 鋼之煉金術師（クララ）

### 廣告
- SUNTORY・ダイエット生
- ポーラ化粧品デイリーコスメ
- 紳士服コナカ
- PIONEER・DVD
- 味之素・クノールスープパスタ
- 積和不動産
- 大塚製藥・ネーチャーメイド
- ユニチャーム・ソフィ
- 全労済・こくみん共済
- 茨城縣(觀光運動)